# Чудаманіварман
Чудаманіварман (Шрі Чудамівармадева) (д/н — 1004) — хаджі (цар) Шривіджаї у 988—1004 роках. У китайських джерелах відомий як Шилі-чжуло-у-ні-фо-ма-тяохуа. Був відомий як здібний і досвідчений правитель, розумний дипломат.

## Життєпис
Син хаджі Шрі Удаядітьявармана. Посів трон близько 988 року. Того ж року відправив традиційне посольство до сунського імператора Чжао Куан'ї, оскільки китайська торгівля була ключовою для Шривіджаї. Посольство тут пробуло близько 2 років.
У 990 році Дхармавангса, магараджа Матараму, атакував столицю Шривіджаї — Палембанг, проте Чудаманіварман відбив напад. Втім війна тривала ще у 992 році. У 999 році шривіджайський посланник відплив із імперії Сун до Чампи, намагаючись повернутися додому, однак він не отримав жодних звісток про стан своєї країни. Тоді повернувся назад і звернувся до імператора з проханням захистити від матарамських загарбників.
У 1003 році Чудаманіварман відправив нове посольство до Сун з повідомленням, що в своїй країні наказав звести буддистський храм для молитви за довге життя імператора Чжао Хена, тому попросив імператора дати назву та дзвін для цього храму. Зрадівши, Чжао Хен назвав храм Чентень-ваншу («десять тисяч років отримання благословення з Неба»), і дзвін був негайно відлитий і відправлений до Шривіджаї для встановлення в храмі.
Хаджі загинув близько 1004 року, ймовірно, під час війни з Матарам. Війну продовжив син Шрі Маравіджаятунггаварман.